# .su
.su는 소련의 국가 코드 최상위 도메인이다. 소련은 1991년에 해체되었지만 사용되고 있다. 소련의 해체로 독립한 국가들은 각자의 도메인을 사용하고 있다.

## 구소련 구성국들의 도메인
| ・ | .am | - | 아르메니아     |  |  |
| ・ | .az | - | 아제르바이잔   |  |  |
| ・ | .by | - | 벨라루스       |  |  |
| ・ | .ee | - | 에스토니아     |  |  |
| ・ | .ge | - | 조지아         |  |  |
| ・ | .kg | - | 키르기스스탄   |  |  |
| ・ | .kz | - | 카자흐스탄     |  |  |
| ・ | .lt | - | 리투아니아     |  |  |
| ・ | .lv | - | 라트비아       |  |  |
| ・ | .md | - | 몰도바         |  |  |
| ・ | .ru | - | 러시아         |  |  |
| ・ | .tj | - | 타지키스탄     |  |  |
| ・ | .tm | - | 투르크메니스탄 |  |  |
| ・ | .ua | - | 우크라이나     |  |  |
| ・ | .uz | - | 우즈베키스탄   |  |  |